# Angelika Feldmann
Angelika Feldmann (* 6. April 1916 in Hamburg; † 5. April 2000 ebenda) war eine deutsche Schauspielerin und Programmsprecherin.

## Leben
Die ausgebildete Schauspielerin Angelika Feldmann war gemeinsam mit Irene Koss die erste Ansagerin des bundesdeutschen Fernsehens. Von 1956 bis 1959 führte sie die Zuschauer durch das Programm, das damals lediglich an bestimmten Tagen der Woche für einige Stunden gesendet wurde. Danach kehrte Feldmann in ihren erlernten Beruf zurück und spielte wieder Theater, unter anderem 1987 an der Seite von Marika Rökk am Hamburger St. Pauli-Theater.
Bereits 1940 hatte Feldmann in dem Film Kabinett Fulero ihren ersten Auftritt vor der Kamera. Ab Mitte der 1960er Jahre übernahm sie vereinzelt Gastrollen in Serien wie Die Männer vom K3, Die schöne Marianne oder Unsere Hagenbecks und spielte in der Literaturverfilmung Der Stechlin.
Daneben arbeitete Feldmann als freie Autorin und schrieb beispielsweise gemeinsam mit Gisela Schlüter, in deren Sendung Zwischenmahlzeit sie 1970 einen Gastauftritt hatte, für die Klatschkolumne einer Illustrierten. 1983 erhielt sie im Rahmen der Verleihung der Goldenen Kamera die Ehrenkamera für 30 Jahre Fernsehen. Angelika Feldmann verstarb einen Tag vor Vollendung ihres 84. Lebensjahres in ihrer Geburtsstadt Hamburg.

## Filmografie
- 1940: Kabinett Fulero
- 1953: Prozeß in Dur
- 1955: Musik im Blut
- 1963: Strandgeflüster
- 1966: Zwei wie wir … und die Eltern wissen von nichts
- 1967: Dreizehn Briefe
- 1967: An einem Wochenende
- 1970: Zwischenmahlzeit
- 1973: Florian
- 1974: Motiv Liebe – Juwelen bei Nacht
- 1975: Der Stechlin
- 1975: Die schöne Marianne – Was nicht sein darf
- 1989: Die Männer vom K3 – Tödlicher Export
- 1991: Unsere Hagenbecks (Folgen Affentheater und Familienzwist)

## Hörspiele
- 1948: Der Arzt am Scheideweg – Autor: George Bernard Shaw – Regie: Peter Bejach
- 1950: Der Fall Winslow – Autor: Terence Rattigan – Regie: Robert Adolf Stemmle